# Sobreviviré (canción de Lucero)
Sobreviviré es una canción y el segundo sencillo del noveno álbum de estudio de la actriz y cantante mexicana Lucero titulado del mismo nombre de la artista. El tema fue escrito y producida por Rafael Pérez Botija. Fue publicada oficialmente por el sello discográfico Melody Discos a inicios del mes de octubre del año 1993.

## Antecedentes
La canción rápidamente sorprendió las listas de popularidad colocándose en el primer lugar por varias semanas en radios y estaciones locales del país.
Ha estado en varios discos de grandes éxitos y versiones de sus canciones mas recopilatorios y otros álbumes en vivo de la propia cantante.

## Lista de canciones

### CD - Promo[4]
| Sobreviviré — Single |               |          |  |
| N.º                  | Título        | Duración |  |
| 1.                   | «Sobreviviré» | 3:20     |  |

## Posiciones en las listas
| Listas                                    | Posición |
| ----------------------------------------- | -------- |
| Estados Unidos Billboard Hot Latin Tracks | 52       |
| Mexico (Top 100)                          | 12       |